# Franz Stein (Journalist)

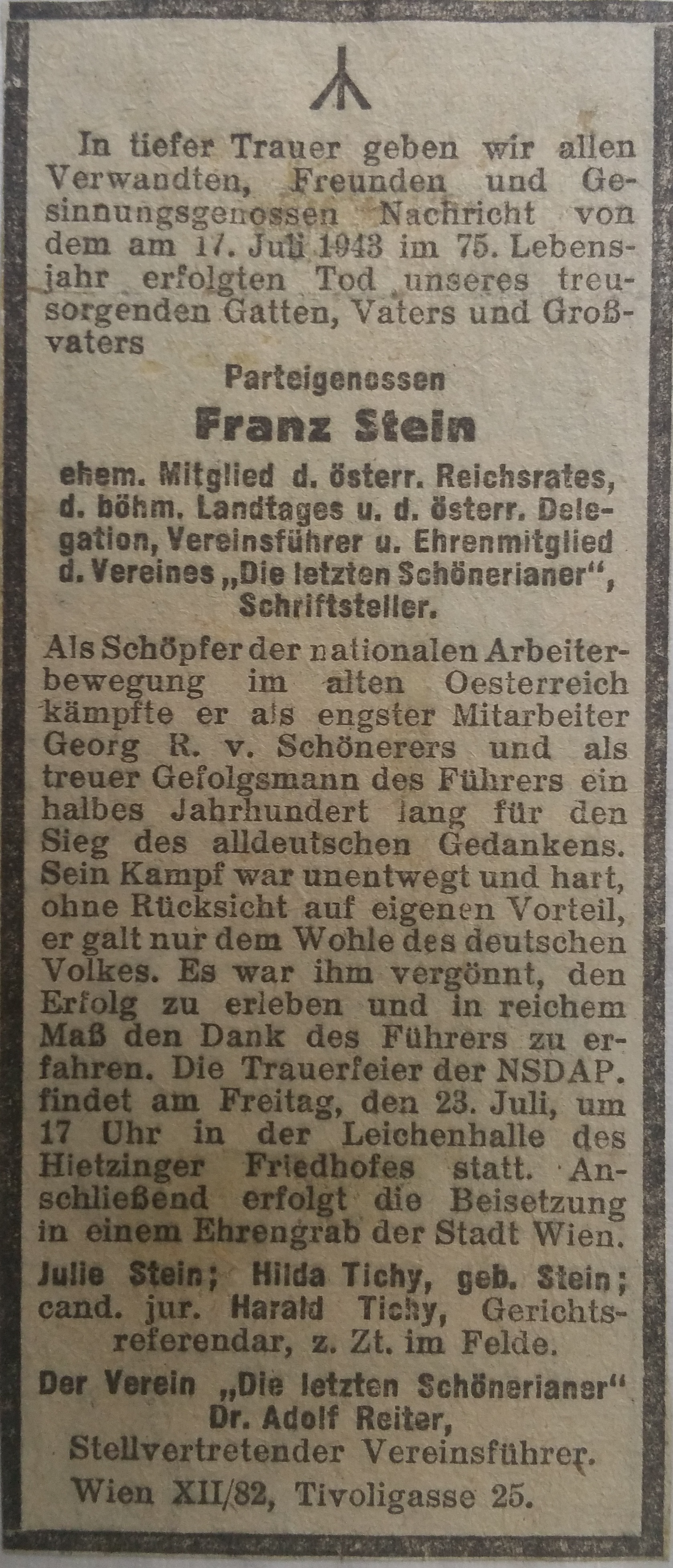
Todesanzeige Franz Steins

Franz (Franko) Stein (geboren 1. Juni 1869 in Wien, Österreich-Ungarn; gestorben 17. Juli 1943 in Lienz) war ein österreichischer Journalist und Politiker der Alldeutschen Vereinigung. Er war von 1899 bis 1907 Mitglied des böhmischen Landtags und von 1901 bis 1907 Abgeordneter zum österreichischen Reichsrat.

## Leben
Franz (Franko) Stein wuchs als Sohn eines Fabrikarbeiters und einer Kleinbauerntochter auf und machte eine Lehre als Feinmechaniker. Seit 1888 engagierte er sich für die von Georg von Schönerer propagierten völkischen Ziele und gründete 1893 den „Alldeutschen Arbeiterbund in Böhmen“, in Anlehnung an Schönerers Partei Alldeutsche Vereinigung. Steins Verband wurde 1899 in „Bund der deutschen Arbeiter Germania“ umbenannt. Seit 1895 redigierte Stein dessen Organ „Der Hammer. Zeitschrift für soziale Reform und alldeutsche Politik“ und agitierte gegen die billige tschechische Konkurrenz auf dem Arbeitsmarkt, gegen die Sozialdemokratie und vertrat Schönerers Ideologie vom Rassenantisemitismus bis zur Los-von-Rom-Bewegung. Dementsprechend trat auch Stein um 1900 von der römisch-katholischen Kirche zur Evangelischen Kirche Augsburgischen Bekenntnisses (A.B.) über. Er lebte ab 1897 als Herausgeber und Journalist von Schönerers Egerer Neueste Nachrichten in Eger, wohin er 1899 den ersten „deutsch-völkischen Arbeitertag“ einberief. Zwischen 1898 und 1937 gab er das „Hammer-Jahrbuch“ heraus, das auch unter den Titeln „Jahrbuch deutschvölkischer Arbeiter“, „Bismarck-Jahrbuch“ und „Alldeutscher Zeitweiser“ erschien.
Von 1899 bis 1909 war Stein Abgeordneter im Böhmischen Landtag. Bei der Reichsratswahl 1901 wurde er als Vertreter der Alldeutschen Vereinigung und der „Kurie“ der allgemeinen Wählerklasse Böhmen 4 (Eger, Asch, Joachimsthal, Karlsbad u. a.) in das Abgeordnetenhaus gewählt und zog wieder nach Wien. 1903 blieb er bei der Abspaltung der „nationalsozialistischen“ Abgeordneten („Deutschradikale“) an der Seite Schönerers und wurde dessen Stellvertreter. Bei den Wahlen 1907 verlor die Schönerer-Partei erheblich und Schönerer und Stein wurden nicht wiedergewählt. Auch bei den Wahlen 1911 und dann in der österreichischen Republik 1919 und 1920 war Steins Kandidatur nicht erfolgreich. Ihren mangelnden Einfluss kompensierten Steins Anhänger durch Schlägereien in den Wiener Arbeiterbezirken. Zu Bismarcks Geburtstag hielt Stein regelmäßig eine Festrede in der Mariahilfer Straße 81, bei der Rede 1908 könnte auch Adolf Hitler unter den Zuhörern gewesen sein.
Von 1914 bis 1917 war Stein Schriftleiter der völkischen Wiener Zeitung „Deutsche Presse“. Nach Schönerers Tod 1921 organisierte Stein den Verein „Die letzten Schönerianer“ und propagierte weiterhin die großdeutsche Idee. Wovon er weiterhin lebte, ist unklar. 1923 wurde er Ehrenmitglied der Burschenschaft Aldania Wien.
In der Zeit des österreichischen Ständestaats ab 1934 wurde er wegen verfassungsfeindlicher Aktivitäten mehrfach verhaftet. Hitler sorgte 1937 dafür, dass Stein, der arbeitslos und verarmt war, von Deutschland aus eine finanzielle Unterstützung erhielt. Nach dem „Anschluss“ Österreichs an das nationalsozialistische Deutsche Reich wurde Stein wieder politisch aktiv und kandidierte, allerdings erfolglos, bei der Wahl zum Großdeutschen Reichstag 1938.
Seit dem 1. Juni 1939 erhielt Stein einen steuerfreien Ehrensold der NSDAP in Höhe von 300 Reichsmark. Stein organisierte 1942 im Wiener Messepalast mit Eduard Pichl eine von der Partei finanzierte Gedenkausstellung zum 100. Geburtstag Schönerers.
Bei Steins Beerdigung auf dem Hietzinger Friedhof erschien an der Seite von Steins Witwe und Tochter der Wiener Gauleiter Baldur von Schirach. Unter den Rednern waren Regierungspräsident Hans Dellbrügge und der Gauhauptamtsleiter Alfred Frauenfeld.

## Schriften (Auswahl)
- Schönerer in der Arbeiterfrage. Berger, Horn 1893
- Der Rufer der Ostmark: Georg Schönerers Leben und Kampf. Josef Faber, Krems a. d. Donau 1941